# 拉马尔什
拉马尔什（法語：La Marche，法語發音：[la maʁʃ]）是法国涅夫勒省的一个市镇，属于卢瓦尔河畔科讷库尔区。

## 地理
拉马尔什（47°8'26"N, 3°2'2"E）面积10.87 平方千米，位于法国勃艮第-弗朗什-孔泰大區涅夫勒省，该省份为法国中部省份，北至约讷省，西北接卢瓦雷省，西接谢尔省，南至阿列省，东南接索恩-卢瓦尔省，东临科多尔省。
与拉马尔什接壤的市镇（或旧市镇、城区）包括：阿尔让维耶尔、小圣莱热、尚武、卢瓦尔河畔拉沙里泰、拉沃、特龙桑日。

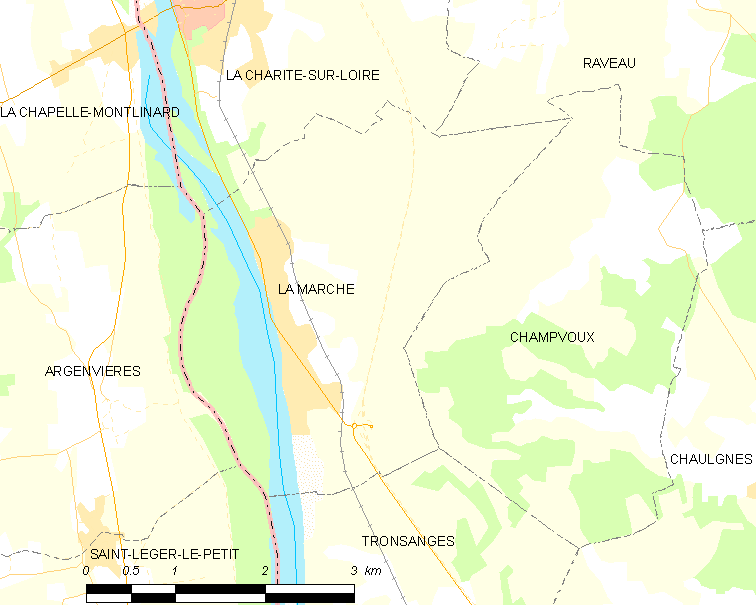
拉马尔什的OSM定位图

拉马尔什的时区为UTC+01:00、UTC+02:00（夏令时）。

## 行政
拉马尔什的邮政编码为58400，INSEE市镇编码为58155。

## 政治
拉马尔什所属的省级选区为卢瓦尔河畔拉沙里泰县。

## 人口

1962-2008年间拉马尔什人口变化图示

拉马尔什于2022年1月1日时的人口数量为525人。